# Jean Depaquy
Jean Depaquy est un ecclésiastique français (1744-1800). Il fut le dernier supérieur de l’abbaye cistercienne de Pontigny.

## Biographie
Né à Villette près de Sedan le 7 juin 1744, Jean Depaquy fit sa profession monastique comme cistercien à l’abbaye de Pontigny, le 8 septembre 1770. Il établit un recueil des actes de l’abbaye en plusieurs volumes, et rédigea  en 1778 un catalogue des livres de l’abbaye, tant manuscrits qu’imprimés.
Le 6 septembre 1788, il fut élu abbé de son monastère et en assura le gouvernement jusqu’à la fermeture. Il effaça en ce peu de temps une partie des dettes laissées par son prédécesseur, l’abbé Nicolas Chanlatte. Il fit sa « déclaration pour la vie privée » le 25 janvier 1791.
Il résida ensuite à Saint-Florentin où il occupa les fonctions de bibliothécaire du district du même lieu. En 1795, il refusa successivement un poste d’administrateur et un de juge de paix.
Il quitta Saint-Florentin au printemps 1799 pour s’installer à Troyes, où il mourut le 15 octobre 1800.